# گذرگاه خورا بورت
گذرگاه خورا بورت (انگلیسی: Khora Bhurt Pass) یک گذرگاه کوهستانی بلندی است که در ارتفاع ۴۶۳۰ متری (۱۵۱۹۰ فوت) قرار دارد. این گذرگاه دره رودخانه کرامبر (دره گلگت بالایی) را در تحصیل اشکومن در ناحیه غیزر در نواحی شمالی پاکستان به دالان واخان در افغانستان متصل می‌کند.
گردنه خورا بورت به نام خودرگ ورث نیز شناخته می‌شود.
پیمودن مسیر از گهکوچ تا رودخانه گیلگیت در زمستان بسیار دشوار است و برف ارتباط با واخان را مسدود می کند. مسیر از طریق دره کرامبر و از روی گذرگاه خورا بورت به پامیر افغانستان فقط در اوایل بهار و پاییز قابل عبور است. یک مسیر تجاری قدیمی بر فراز گذرگاه خورا بورت به واخان متصل می‌شود، اما دسترسی فقط از یک دره شاخه‌ای در زیر زبانه یخچال‌های طبیعی چتبوی امکانپذیر است.